# Catinathrips vaccinicolus
Catinathrips vaccinicolus är en insektsart som beskrevs av Nakahara 1992. Catinathrips vaccinicolus ingår i släktet Catinathrips och familjen smaltripsar. Inga underarter finns listade i Catalogue of Life.